# Sign of the Times (chanson de Harry Styles)
Pour les articles homonymes, voir Sign of the Times.
Singles de Harry Styles
Two Ghosts
Sign of the Times est une chanson du chanteur anglais Harry Styles. C'est le premier single du chanteur depuis la séparation du groupe One Direction. Le single est sorti le 7 avril 2017 sous les labels Columbia Records et Erskine, apparaissant sur l'album Harry Styles. 

## Composition
C'est une chanson genre pop rock, Soft rock aux influences glam rock. La chanson est co-écrite par Jeff Bhasker, Alex Salibian et Tyler Johnson. La chanson est enregistrée au Village Studios à Los Angeles et Geejam Hotel Recording Studio en Jamaïque. Sign of the Times est composé en Fa majeur en 4/4 temps signature avec un tempo lent de 60 bpm. 

## Contexte
Harry Styles signe un contrat avec Jeffrey Azoff sous le label de Columbia Records. En février 2017, le directeur de Columbia Records, Rob Stringer, révèle que l'album est presque fini et est authentique. Un mois plus tard, il est annoncé que l'album ressemble à ceux de David Bowie et de Queen. Le même mois, l'animateur de radio américain, Elvis Duran, révèle accidentellement que le premier single du chanteur sort le 7 avril. Le 25 mars 2017, une publicité télévisée, durant l'émission The Voice UK diffuse un bout du single. Le 31 mars, Harry Styles, à travers les réseaux sociaux, dévoile que le single s'intitule Sign of the Times.

## Clip
Le clip, sorti le 8 mai 2017, montre Harry Styles, chantant, flottant dans les airs et marchant sur l'eau. Le clip est tourné sur l'Île de Skye, en Écosse et est réalisé par Woodkid. 
Le clip a remporté deux awards dont : un Brit Awards 2018 et un iHeart Music Awards 2018,. 

## Performances
Harry Styles chante pour la première fois le single le 15 avril 2017 lors de l'émission Saturday Night Live. Il apparaît dans les émissions telles que The Graham Norton Show, Quotidien, Today  et The Late Late Show with James Corden ainsi que X Factor pour interpréter le single,,.

## Classements
| Classement (2022)                       | Meilleure position |
| --------------------------------------- | ------------------ |
| Allemagne (Media Control AG)            | 24                 |
| Argentine (Hot 100)                     | 10                 |
| Australie (ARIA)                        | 1                  |
| Autriche (Ö3 Austria Top 40)            | 2                  |
| Belgique (Flandre Ultratop 50 Singles)  | 8                  |
| Belgique (Wallonie Ultratop 50 Singles) | 4                  |
| Canada (Canadian Hot 100)               | 6                  |
| Danemark (Tracklisten)                  | 20                 |
| Écosse (OCC)                            | 1                  |
| Espagne (PROMUSICAE)                    | 51                 |
| États-Unis (Adult Top 40)               | 12                 |
| États-Unis (Billboard Hot 100)          | 1                  |
| États-Unis (Top 40 Mainstream)          | 4                  |
| Finlande (Suomen virallinen lista)      | 1                  |
| France (SNEP)                           | 1                  |
| Irlande (Irish Singles Chart)           | 6                  |
| Italie (FIMI)                           | 9                  |
| Japon (Japan Hot 100)                   | 72                 |
| (Billboard Global 200)                  | 168                |
| Norvège (VG-lista)                      | 20                 |
| Nouvelle-Zélande (RMNZ)                 | 6                  |
| Pays-Bas (Nederlandse Top 40)           | 16                 |
| Pays-Bas (Single Top 100)               | 26                 |
| Portugal (AFP)                          | 2                  |
| Royaume-Uni (UK Singles Chart)          | 1                  |
| Suède (Sverigetopplistan)               | 15                 |
| Suisse (Schweizer Hitparade)            | 4                  |

## Certifications
| Pays        | Certification | Unitées    | Réf.   |
| ----------- | ------------- | ---------- | ------ |
| Allemagne   | Platine       | 400 000‡   | [ 44 ] |
| Australie   | 6 × Platine   | 420 000‡   | [ 45 ] |
| Autriche    | Platine       | 30 000‡    | [ 46 ] |
| Belgique    | Platine       | 20 000‡    | [ 47 ] |
| États-Unis  | 5 × Platine   | 5 000 000‡ | [ 48 ] |
| France      | Diamant       | 333 333‡   | [ 49 ] |
| Royaume-Uni | 2 × Platine   | 1 200 000‡ | [ 50 ] |